# 二人小町 (映画)
『二人小町』（ふたりこまち）は、2020年製作、2021年公開の日本・香港の合作映画である

## 概略
芥川龍之介の戯曲『二人小町』をベースに、舞台を現代の香港に置き換え再構築。日本では2021年10月22日公開。
曽根剛が監督を務め、もともとは変わりゆく香港の景色を映画に収めたかったという動機で企画を立てた。芥川の短編戯曲を題材にしようと思ったのはそのあとだったという。俳優オーディションは『カメラを止めるな!』の香港公開中に行われたこともあり、その撮影監督の作品ということで盛況だったとされ、二人小町本編にも『カメ止め』をオマージュするようなカットがある。全編広東語作品で全編香港でロケーション撮影された。

## あらすじ
死神の王が次に地獄に連れて行く予定の女性はキャリアウーマンの黎小町。彼女と親密な関係なることに成功するが、自身が死神だと告白すると、死にたくない小町は子供がいると嘘をつき、黎小町の身代わりとして同姓同名の食堂アルバイト・黎小町を差し出す。
死神のルールでは同姓同名、同年齢なら替え玉が可能だった。そこで王はアルバイト店員の小町に近づくのだが。二人の小町の夢、執着に死神の運命は翻弄されることとなる。

## キャスト
- 黎小町 - ハンナ・チャン（中国語版）

原作の小野小町。
- 黎小町 - エリズ・ラオ（広東語版）

原作の玉造小町。
- 王喜龍 - 和泉素行

原作の黄泉の使い。
- ウェスリー・ウォン（中国語版）
- キコ・レオン（広東語版）
- カーク
- ベン・サー（中国語版）
- ジョシー・ホー（特別出演）
- 濱津隆之（友情出演）

## スタッフ
- 原案：芥川龍之介（戯曲『二人小町』）
- 監督・撮影：曽根剛
- 脚本：平谷悦郎
- 通訳・翻訳	Candiss Yeung
- 企画・プロデュース：和田有啓
- プロデューサー：新岡辰徳、長田安正、南姫妃子、伊藤尚哉
- 音楽：辻伶
- 録音：Fung Yiu Tong、Tai Man Kit
- スタイリスト：	Chan Brun
- ヘアメイク：	Harriet Tang
- アソシエイトプロデューサー：	後藤正好
- ラインプロデューサー：	平田淳一郎
- 助監督：	高橋基史
- 制作：「二人小町」製作委員会（制作プロダクション：LILYFILM）
- 配給：ユナイテッドエンタテインメント